# Galium hyrcanicum
Galium hyrcanicum là một loài thực vật có hoa trong họ Thiến thảo. Loài này được C.A.Mey. mô tả khoa học đầu tiên năm 1831.